# Mike Allemana
Michael „Mike“ Allemana (* 2. Juli 1969 in Elmhurst, Illinois) ist ein US-amerikanischer Musiker (Gitarre, Komposition) des Modern Jazz und Musikwissenschaftler.

## Leben und Wirken
Allemana begann mit acht Jahren Gitarre zu spielen und interessierte sich im Alter von zwölf Jahren für Jazz, nachdem ihm sein Gitarrenlehrer die Musik von George Benson vorgestellt hatte. In der High School trat er alle vier Schuljahre in der York High School Jazz Band auf, was ihn dazu inspirierte, eine Karriere als Jazzgitarrist zu verfolgen. Er studierte dann an der Northern Illinois University, wo er bei Bobby Roberts und Fareed Haque Unterricht hatte. Nach dem Erwerb des Bachelor in Jazz Performance 1991 verbrachte er zwei Jahre in Cincinnati, wo er mit den lokalen Gitarrengrößen Cal Collins und Kenny Poole spielte. 1994 kehrte er nach Chicago zurück und wurde bald Mitglied der Jazzszene der Stadt. In den folgenden Jahren spielte er u. a. mit Lin Halliday, Charles Earland, Dr. Lonnie Smith, Johnny Hammond Smith und 15 Jahre mit Von Freeman (The Improvisor, 2002). In den 2000er-Jahren trat er weiterhin auch mit Ron Dewar und Steve Coleman auf. Im Bereich des Jazz war er laut Tom Lord zwischen 1997 und 2014 an 15 Aufnahmesessions beteiligt, u. a. mit Caroline Davis (Live Work & Play 2012; Doors: Chicago Storylines 2015), Paulinho Garcia und George Freeman/Chico Freeman.
Nach seinem Master-Abschluss im Jazz-Studiengang an der Northwestern University, an der er bei Victor Goines studiert hatte, erhielt er 2013 ein Graduiertenstipendium des Department of Music der University of Chicago in Musikethnologie, wo er 2020 promovierte. Seine Forschung konzentriert sich auf die Schnittstellen von Race/ethnischer Zugehörigkeit, Geographie und Musik zwischen Jazzmusikern und Publikum in Chicago. In seiner Dissertation mit dem Arbeitstitel „Will You Still Be Mine?“: Memory, Place, Race and Jazz on Chicago’s South Side untersuchte er, wie die Segregation und rassistische Geographie der Süd- und Nordseite Chicagos die gelebte musikalische Erfahrung geprägt hat und weiterhin prägt.

## Diskographische Hinweise
- The Mike Allemana Organ Trio (1999), mit Dan Trudell,  Mike Schlick
- The Night's Womb and the Morning Sun (2006)
- Mike Allemana Organ Trio: Lin's Holiday (2008), mit Dan Trudell,  Mike Schlick
- Rebecca Sullivan & Mike Allemana: This Way, This Time (2012)
- Vonology (2022)